# Marie Röhrs

Marie Röhrs im März 1861 in Rom;
Carte de Visite, Atelier von Antonio Mariannecci

Marie Röhrs (auch: Marie Dorothea Röhrs; * 2. Oktober 1820 in Hannover; † 9. Januar 1919 in Zürich) war eine deutsch-schweizerische Porträt-, Historien- und Genremalerin.

## Leben

Italienerin mit Tamburin;
1864, Öl auf Leinwand, 75 × 63 cm

Röhrs erhielt ihren ersten künstlerischen Unterricht bei dem Maler Burchard Giesewell. Später ging sie nach Paris, wo sie bei Léon Cogniet studierte, bevor sie von 1857 bis 1866 in Rom arbeitete. In dieser Zeit malte sie dort 1859 das Porträt des jüdischen Gelehrten Salomon Ludwig Steinheim. Ab 1866 wirkte Röhrs wieder in Hannover, bevor sie 1891 nach Zürich übersiedelte. Im selben Jahr überließ sie dem Verein für die Öffentliche Kunstsammlung für die Städtische Galerie Hannover einen Weiblichen Studienkopf, der posthum 1932 in der Großen Jubiläumsausstellung zur Hundertjahrfeier des Kunstvereins Hannover gezeigt wurde.
Röhrs hatte das Gemälde Das Gastmahl des Agathon von Anselm Feuerbach 1869 an der internationalen Kunstausstellung in München erworben. 1886 informierte sie Henriette Feuerbach darüber, dass sie das Gemälde verkaufen möchte. Diese schrieb daraufhin Karl Stauffer und über die Möglichkeit das Gemälde zu erwerben. Daraufhin schrieb Stauffer am 2. Dezember 1886 einen Brief an Röhrs und informierte sie, dass er für einen nicht genannten Freund und seine vorgesehene Kunstsammlung das Gemälde von ihr erwerben möchte. Da der Verkauf nicht zu Stande kam, gelangte es in den Besitz der Galerie des Großherzogs von Baden, deren Direktor Wilhelm Lübke war.

## Werke (Auswahl)
- Rückkehr des verlorenen Sohnes 1864
- Brustbild eines Kindes, das eine Weintraube hält
- Weiblicher Studienkopf, Öl auf Leinwand, 66,5 × 54,4 cm, im Besitz der Niedersächsischen Landesgalerie Hannover[1]
- Porträt des Bildhauers Ernst v. Bandel, Erbauers des Armin-Deukmals im Teutoburgerwalde 1887